# Trifolium pauciflorum
Trifolium pauciflorum là một loài thực vật có hoa trong họ Đậu. Loài này được d'Urv. miêu tả khoa học đầu tiên.